# فوهة لومتر

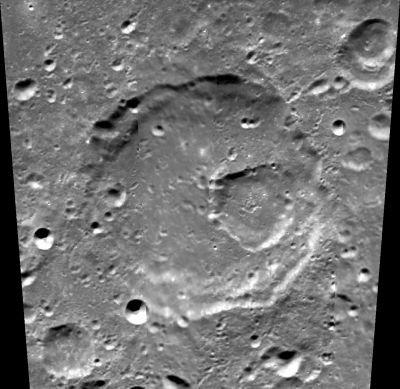
فوهة لومتر

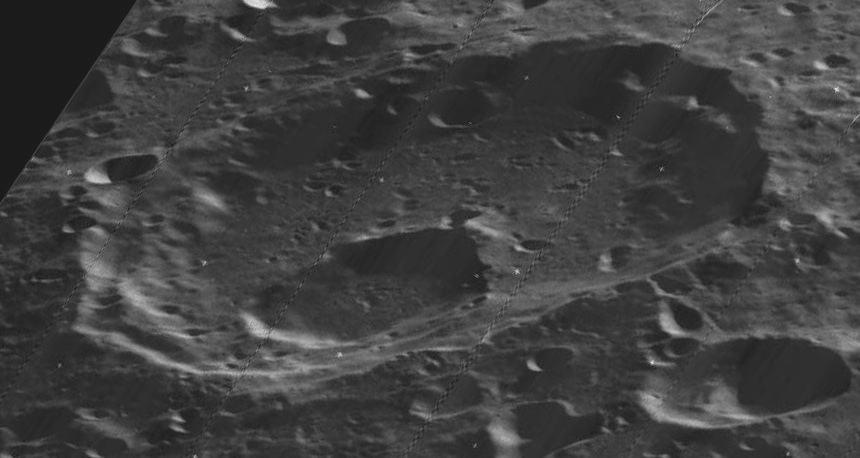
مقطع أفقي لفوهة لومتر

فوهة لوماتري (61. 2°S 149.6°W) فوهة صدمية تقع في نصف الكرة الشمالي في الجانب البعيد من سطح القمر. تقع الفوهة جنوب فوهة مينوسكي القديمة، وشمال فوهة كروميلين، بينما تقع فوهة إيجكمان على طول الفوهة الشرقية- الشمالية الشرقية.

## الوصف
الحواف الخارجية للفوهة محافظة على شكلها بشكل كبير، على الرغم من كونها محاطة بعدد لا بأس من الفوهات الكبيرة. تتميز الفوهة بشكلها الدائري نسبيا عند النظر إليها، على الرغم من كونها بيضاوية الشكل في حقيقة الأمر بحواف زاوية. خصوصا في النصف الجنوبي الشرقي. حواف الفوهة تأخذ شكل المدرجات من الداخل فتنحدر جدرانها بميل إلى أن تصل إلى أرضية الفوهة.
للفوهة عدد صغيره من القمم داخلها، خصوصا في الجانب الغربي والجنوب الشرقي. القمة المميزة منهم هي قمة صغيره على شكل إناء متصله بالحافة الجنوبية الغربية. تتميز أرضية الفوهة بكونها مسطحه نسبيا، مع احتوائها على عدد من القمم مثل فوهة لوماتري إف البارزة على طول الحافة الشرقية الداخلية. للفوهة حواف زاوية أيضا خصوصا في الأجزاء غير المتصله بالجدران الداخلية.
يبلغ قطر الفوهة ما يقرب من 91 كم، بينما لم يتم تحديد عمقها حتى الآن، وعلى زاوية من 153° من شروق الشمس. سميت الفوهة بهذا الاسم تكريما لعالم الفلك والكاهن الكاثوليكي البلجيكي على مجمل أعماله وتخليدا لذكراة.

## فوهات القمر الصناعي
لرسم خريطة مماثلة لفوهات القمر يتم وضح حروف على كل جانب من جوانب الفوهة ومركزها لكل حرف منهم دلاله معينة.
| لومتر | خط عرض  | خط طول   | القطر |
| ----- | ------- | -------- | ----- |
| C     | 59.4° S | 145.6° W | 27 كم |
| F     | 61.4° S | 148.4° W | 32 كم |
| S     | 61.6° S | 156.3° W | 34 كم |

## وصلات خارجية
- فوهات القمر
- جوله حول فوهات القمر -ناسا.

خرائط
- "أطالس القمر". معهد الدرسات القمرية والكواكبيّة. مؤرشف من الأصل في 2011-12-18. اطلع عليه بتاريخ 2007-04-12.
- آيشليمان، ر. "خرائط القمر". خرائط وروسومات لأسطح الكواكب. مؤرشف من الأصل في 2019-08-18. اطلع عليه بتاريخ 2007-04-12. خرائط ومناظر شاملة في مواقع هبوط أبولو.